# Rong Ningning
Rong Ningning (5 de octubre de 1997) es una deportista china que compite en lucha libre.
Ganó dos medallas en el Campeonato Mundial de Lucha, oro en 2018 y plata en 2019, y dos medallas de oro en el Campeonato Asiático de Lucha, en los años 2018 y 2019.

## Palmarés internacional
| Campeonato Mundial  | Campeonato Mundial     | Campeonato Mundial | Campeonato Mundial |
| Año                 | Lugar                  | Medalla            | Categoría          |
| ------------------- | ---------------------- | ------------------ | ------------------ |
| 2018                | Budapest (Hungría)     | Medalla de oro     | 57 kg              |
| 2019                | Nursultán (Kazajistán) | Medalla de plata   | 57 kg              |
| Campeonato Asiático |                        |                    |                    |
| Año                 | Lugar                  | Medalla            | Categoría          |
| 2018                | Biskek (Kirguistán)    | Medalla de oro     | 59 kg              |
| 2019                | Xian (China)           | Medalla de oro     | 57 kg              |